# Bekonscot

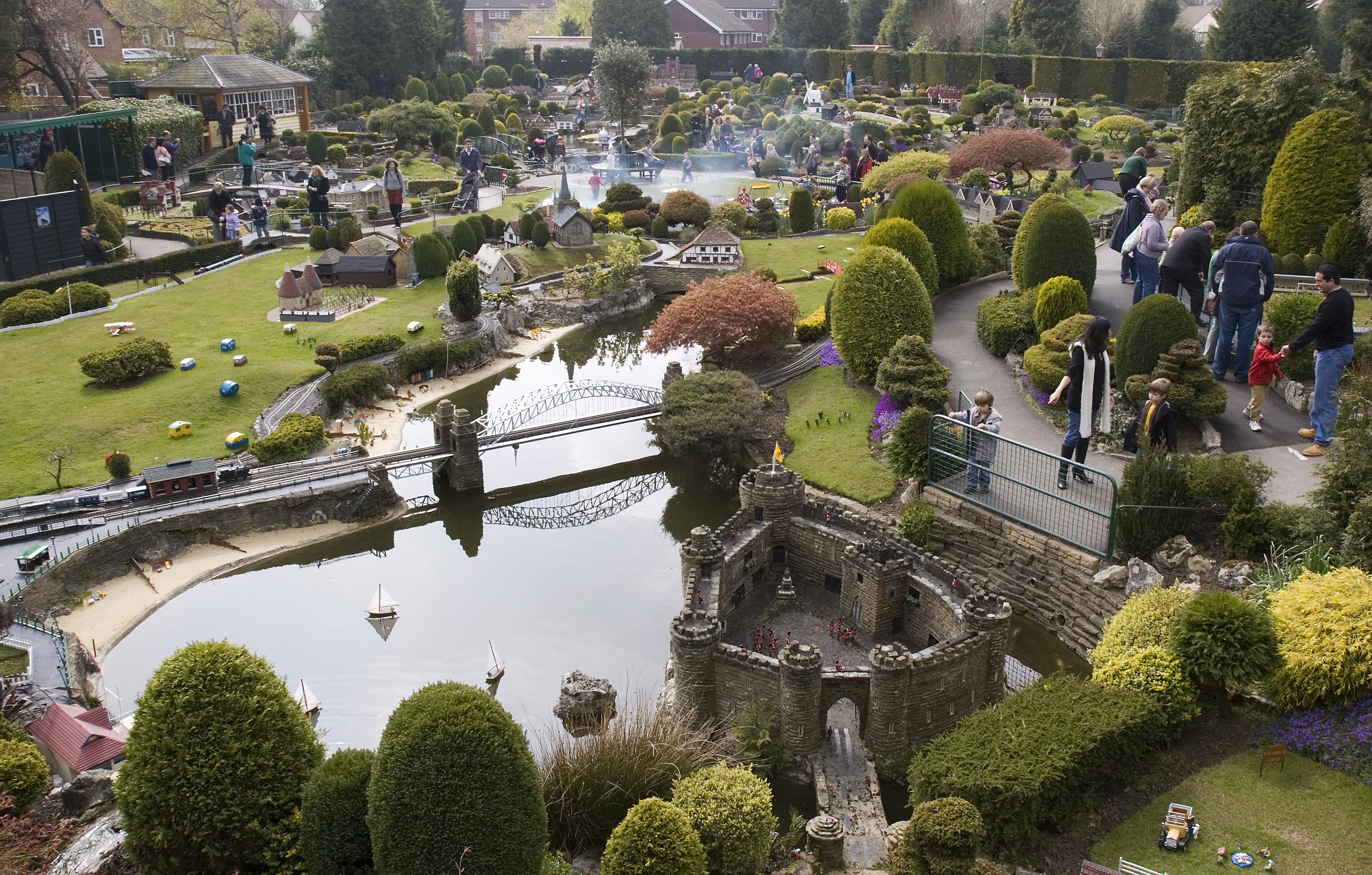
Vue générale du parc

Bekonscot à Beaconsfield, Buckinghamshire, est le plus vieux parc de miniatures au monde,,.
Le parc a été créé par Roland Callingham (1881-1961), un résident de la région dans les années 1920. À l'époque, cet homme commence à représenter l’Angleterre rurale à travers des miniatures dans son jardin. Le fabricant de trains miniatures Bassett-Lowke fut engagé pour mettre en place un réseau ferroviaire. Le nom du parc « Bekonscot » fut choisi par Callingham d'après le nom du village Beaconsfield et de Ascot son ancien village.
À la base pensé comme un lieu de distraction privé, c'est seulement après 1930 que sa vocation change pour devenir un lieu connu et visité par le public. 